# Сако (Мен)
Сако (англ. Saco, вимовляється як sɑːkoʊ) — місто (англ. city) в США, в окрузі Йорк штату Мен. Населення — 20 381 особа (2020). Сако є частиною агломерації Портленд — Саут-Портленд — Біддефорд.

## Географія
Місто розташоване близько затоки Мен, через нього протікає річка Сако. Межує з містом Біддефорд.
Сако розташоване за координатами 43°31′41″ пн. ш. 70°25′11″ зх. д. / 43.52806° пн. ш. 70.41972° зх. д. (43.527933, -70.419619).  За даними Бюро перепису населення США в 2010 році місто мало площу 136,64 км², з яких 99,62 км² — суходіл та 37,02 км² — водойми.

## Демографія
Згідно з переписом 2010 року, у місті мешкали 18 482 особи в 7623 домогосподарствах у складі 4925 родин. Густота населення становила 135 осіб/км².  Було 8508 помешкань (62/км²).
Расовий склад населення:
| - 95,7 % — білих - 1,7 % — азіатів - 0,7 % — чорних або афроамериканців - 0,2 % — корінних американців |

До двох чи більше рас належало 1,4 %. Частка іспаномовних становила 1,3 % від усіх жителів.
За віковим діапазоном населення розподілялося таким чином: 21,9 % — особи молодші 18 років, 63,8 % — особи у віці 18—64 років, 14,3 % — особи у віці 65 років та старші. Медіана віку мешканця становила 41,9 року. На 100 осіб жіночої статі у місті припадало 93,4 чоловіків;  на 100 жінок у віці від 18 років та старших — 88,8 чоловіків також старших 18 років.
Середній дохід на одне домашнє господарство  становив 70 562 долари США (медіана — 53 715), а середній дохід на одну сім'ю — 85 453 долари (медіана — 71 102). Медіана доходів становила 49 612 долари для чоловіків та 38 669 доларів для жінок. За межею бідності перебувало 10,0 % осіб, у тому числі 11,7 % дітей у віці до 18 років та 7,8 % осіб у віці 65 років та старших.
Цивільне працевлаштоване населення становило 10 751 особа. Основні галузі зайнятості: освіта, охорона здоров'я та соціальна допомога — 26,4 %, роздрібна торгівля — 14,3 %, мистецтво, розваги та відпочинок — 10,8 %, виробництво — 10,1 %.

## Галерея

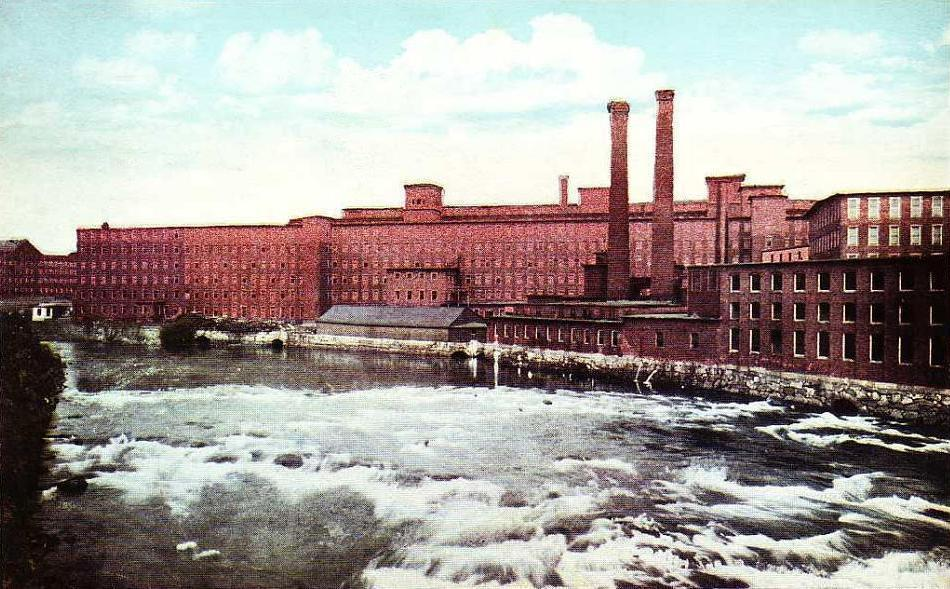
Завод у Сако, 1916
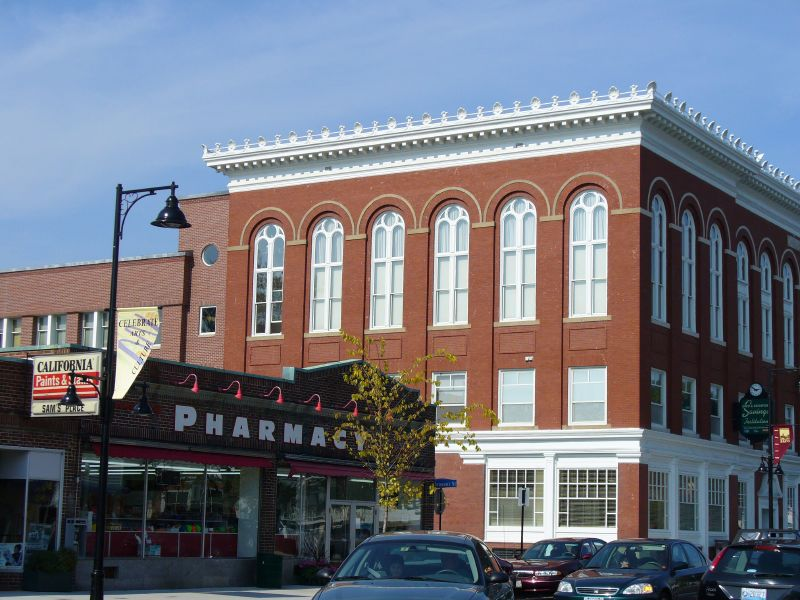
Мейн-стріт
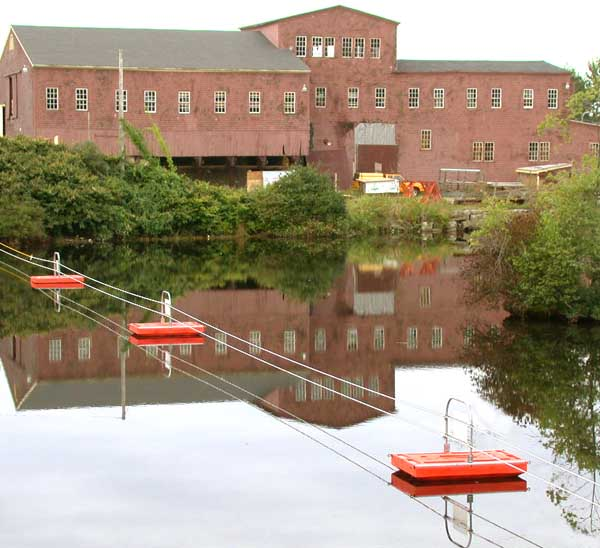
Річка Сако в місті
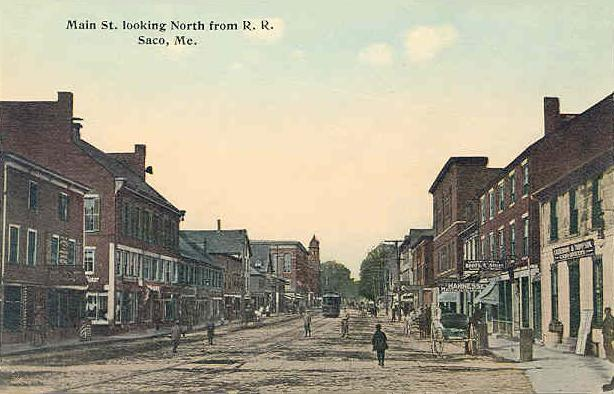
Мейн-стріт 1912 року